# Windsor del Llano
Windsor Alfredo del Llano Suárez (Cochabamba, 18 de agosto de 1949) es un exfutbolista y exentrenador boliviano. Como jugador se desempeñó como lateral derecho.

## Selección nacional
Mientras jugaba para Baltimore Bays fue convocado para formar parte de la selección de Estados Unidos, por el director técnico Gene Chyzowych, para jugar un partido amistoso contra la Selección de Polonia, el 3 de agosto de 1973 debutó en el partido amistoso disputando el partido completo como titular en el Soldier Field de Chicago.
En su retorno a Bolivia fue nominado para disputar la Copa Cornelio Saavedra, debutando con la Selección boliviana el 27 de junio de 1975 ante la selección de Argentina.
Totalizó treinta encuentros y un gol con la verde en el periodo 1973-1981. También formó parte de los planteles que jugaron la Copa América 1975 y Copa América 1979

### Participaciones en la Copa América
| Copa              | Sede          | Resultado    | PJ | G |
| ----------------- | ------------- | ------------ | -- | - |
| Copa América 1975 | Sin sede fija | Primera fase | 1  | 0 |
| Copa América 1979 | Argentina     | Primera fase | 4  | 0 |
| Total             | Total         | Total        | 5  | 0 |

### Estadísticas
| Selección de Bolivia | Amistosos     | 17 | 1 |
| Selección de Bolivia | Eliminatorias | 8  | 0 |
| Selección de Bolivia | Copa América  | 5  | 0 |
| Selección de Bolivia | Total         | 30 | 1 |
| Fuentes:             |               |    |   |

## Clubes

### Como futbolista
| Club                    | Club           | País        |
| ----------------------- | -------------- | ----------- |
| Jorge Wilstermann       | Bolivia        | 1968        |
| Petrolero de Cochabamba | Bolivia        | 1969        |
| Philadelphia Spartans   | Estados Unidos | 1970        |
| New York Hota           | Estados Unidos | 1971        |
| Baltimore Bays          | Estados Unidos | 1972 - 1973 |
| Washington Diplomats    | Estados Unidos | 1974        |
| Jorge Wilstermann       | Bolivia        | 1975        |
| Bolívar                 | Bolivia        | 1976        |
| Tacoma Tides            | Estados Unidos | 1976        |
| Jorge Wilstermann       | Bolivia        | 1977 - 1978 |
| The Strongest           | Bolivia        | 1979 - 1980 |
| Blooming                | Bolivia        | 1981        |
| Jorge Wilstermann       | Bolivia        | 1982 - 1983 |
| Miami Sharks            | Estados Unidos | 1988        |

### Como entrenador
| Club                        | Club           | País        |
| --------------------------- | -------------- | ----------- |
| Miami Sharks                | Estados Unidos | 1987 - 1989 |
| Jorge Wilstermann           | Bolivia        | 1989        |
| Selección de Bolivia sub-17 | Bolivia        | 1998        |
| Atlético Pompeya            | Bolivia        | 2000        |
| San José                    | Bolivia        | 2002        |
| Aurora                      | Bolivia        | 2005        |
| La Paz FC                   | Bolivia        | 2006        |
| Oruro Royal                 | Bolivia        | 2009        |
| Bata                        | Bolivia        | 2010        |
| Enrique Happ                | Bolivia        | 2011        |
| Selecciones de Cochabamba   | Bolivia        | 2013 - 2016 |